# Święcianowo
Święcianowo [ɕfjɛnt͡ɕaˈnɔvɔ] là một ngôi làng thuộc khu hành chính của Gmina Malechowo, thuộc hạt Sławno, West Pomeranian Voivodeship, ở phía tây bắc Ba Lan. Nó nằm khoảng 7 kilômét (4 mi)   phía đông nam Malechowo, 13 km (8 mi) phía tây nam Sławno và 163 km (101 mi) về phía đông bắc của thủ đô khu vực Szczecin.
Ngôi làng có dân số 210 người.

## Lịch sử
Trước năm 1945, khu vực này là một phần của Đức. Đối với lịch sử của khu vực, xem Lịch sử của Pomerania.
Khu định cư hiện đại được thành lập vào quý cuối cùng của thế kỷ thứ mười tám từ Segenthin (từ năm 1945 được biết đến với cái tên đánh bóng là Żegocino). Segenthin vào thời điểm đó được tổ chức bởi Carl Caspar von Kleist (1734 trừ1808), người đã nhận được một khoản tài trợ của hoàng gia cho việc phát triển đất trồng trọt, nơi ông từng thành lập hai trang trại và tám trang trại nhỏ. Sau năm 1834, nơi này nằm dưới sự kiểm soát (Gutsherrschaft) của Wilhelm Heinrich Ernst Gustav von Blumenthal, và một thời kỳ phục hồi kinh tế theo sau khi nền kinh tế nông thôn phục hồi sau cuộc suy thoái nông nghiệp những năm 1820.